# Droga ekspresowa S16
Die Droga ekspresowa S16 (poln. für „Schnellstraße S16“) ist eine überwiegend geplante Schnellstraße in Polen. Sie soll Olsztyn (Schnellstraßen S7/S51) über Ełk (S61) mit der S19 bei Dobrzyniewo Duże verbinden und somit eine Lücke im Fernstraßennetz schließen. Die Straße wurde mit einem Beschluss der Regierung vom 13. Oktober 2015 in das polnische Schnellstraßennetz aufgenommen.

## Planungsgeschichte
Erstmals erschien im Jahr 2005 die S16 im Netzplan der GDDKiA, die für die Vorbereitung und Planung der Schnellstraßen in Polen verantwortlich ist. Es war eine Verbindung entlang der Landesstraße 16 zwischen Grudziądz (A1) über Ostróda und Olsztyn bis Augustów geplant. Dort war ein Knotenpunkt mit der damals bei Augustów geplanten Schnellstraße S8 vorgesehen. Insgesamt hätte dieser Straßenzug etwa 335 km gezählt. Zuvor war eine solche Schnellstraßenverbindung nur in den polnischen Netzplänen der Jahre 1971, 1976 und 1985 enthalten, verschwand jedoch nach der politischen Wende zunächst aus den Karten.
Nach 2005 verschwand die Schnellstraße wiederum aus dem geplanten Schnellstraßennetz der GDDKiA. Sowohl im Jahr 2007 als auch 2009 fand sich die Verbindung nicht in den Beschlüssen des Ministerrates Polens. In mehreren Plänen und Ausschreibungen seitens des Bereichs Olsztyn der GDDKiA war vom Um- und Ausbau der Landesstraße 16 zur Hauptstraße für beschleunigten Verkehr (sog. Klasse GP) die Rede. Die Parameter stimmten mit denen einer Schnellstraße überein, sodass es zukünftig möglich sei, die Klasse der Straße zu einer Schnellstraße zu ändern. Am 30. September 2015 wurde erstmals ein Entwurf einer Regierungsverordnung zur Änderung der Verordnung über das Autobahn- und Schnellstraßennetz veröffentlicht, in dem unter anderem die Schnellstraße S16 auf dem Abschnitt Olsztyn–Ełk aufgenommen und der Abschnitt Grudziądz–Ostróda der S5 zugeordnet wurde. Diese Regierungsverordnung wurde am 13. Oktober 2015 angenommen.
| \| Abschnitt[11] \| Länge \| Bauzeit \| Baukosten \| Verkehrsübergabe \| \| --------------------------------------------------- \| ------------------- \| -------------------------------------------- \| -------------------------------------------- \| -------------------------------------------- \| \| Knoten Olsztyn Zachód – Knoten Olsztyn Południe (1) \| 010,0 km \| 2015–2018 \| 388 Mio. Złoty (85 Mio. Euro) \| 6. Dezember 2018 \| \| Knoten Olsztyn Południe – Knoten Olsztyn Wschód \| 016,0 km \| Realisierung im Rahmen der Schnellstraße S51 \| Realisierung im Rahmen der Schnellstraße S51 \| Realisierung im Rahmen der Schnellstraße S51 \| \| Knoten Barczewo – Knoten Biskupiec (2) \| 017,3 km \| 2008–2010 \| 303 Mio. Złoty (74 Mio. Euro) \| 10. November 2010 \| \| Knoten Biskupiec \| 002,2 km \| 2008–2010 \| 39 Mio. Złoty (10 Mio. Euro) \| 10. November 2010 \| \| Knoten Biskupiec – Knoten Borki Wielkie \| 008,2 km \| 2010–2014 \| 157 Mio. Złoty (37 Mio. Euro) \| 9. Dezember 2013 \| \| Knoten Borki Wielkie – Knoten Mrągowo \| 016,6 km \| 2020–2024 \| 626 Mio. Złoty (139 Mio. Euro) \| 13. August 2024 \| \| Knoten Ełk-Zachód – Knoten Ełk-Północ \| 003,0 km \| 2010–2012 \| 129 Mio. Złoty (31 Mio. Euro) \| 23. Juli 2012 \| \| Knoten Ełk-Północ – Knoten Ełk-Wschód (S61) \| 003,5 km \| 2018–2023 \| siehe unten (a) \| 12. August 2023 \| \| Summe \| 076,8 km 060,8 km * \| \| 1,65 Mrd. Złoty (362 Mio. Euro) \| \| |                     |                                              |                                              |                                              |
| Abschnitt | Länge               | Bauzeit                                      | Baukosten                                    | Verkehrsübergabe                             |
| Knoten Olsztyn Zachód – Knoten Olsztyn Południe (1) | 010,0 km            | 2015–2018                                    | 388 Mio. Złoty (85 Mio. Euro)                | 6. Dezember 2018                             |
| Knoten Olsztyn Południe – Knoten Olsztyn Wschód | 016,0 km            | Realisierung im Rahmen der Schnellstraße S51 | Realisierung im Rahmen der Schnellstraße S51 | Realisierung im Rahmen der Schnellstraße S51 |
| Knoten Barczewo – Knoten Biskupiec (2) | 017,3 km            | 2008–2010                                    | 303 Mio. Złoty (74 Mio. Euro)                | 10. November 2010                            |
| Knoten Biskupiec | 002,2 km            | 2008–2010                                    | 39 Mio. Złoty (10 Mio. Euro)                 | 10. November 2010                            |
| Knoten Biskupiec – Knoten Borki Wielkie | 008,2 km            | 2010–2014                                    | 157 Mio. Złoty (37 Mio. Euro)                | 9. Dezember 2013                             |
| Knoten Borki Wielkie – Knoten Mrągowo | 016,6 km            | 2020–2024                                    | 626 Mio. Złoty (139 Mio. Euro)               | 13. August 2024                              |
| Knoten Ełk-Zachód – Knoten Ełk-Północ | 003,0 km            | 2010–2012                                    | 129 Mio. Złoty (31 Mio. Euro)                | 23. Juli 2012                                |
| Knoten Ełk-Północ – Knoten Ełk-Wschód (S61) | 003,5 km            | 2018–2023                                    | siehe unten (a)                              | 12. August 2023                              |
| Summe | 076,8 km 060,8 km * |                                              | 1,65 Mrd. Złoty (362 Mio. Euro)              |                                              |

## Im Bau befindliche Abschnitte
| Abschnitt                                               | Länge    | Vertrags- unterzeichnung | Bauzeit   | Baukosten                                                                 | geplante Fertigstellung |
| ------------------------------------------------------- | -------- | ------------------------ | --------- | ------------------------------------------------------------------------- | ----------------------- |
| Knoten Knyszyn – prov. Anschluss Krynice                | 008,5 km | 14. Mai 2024             | 2026–2028 | 315 Mio. Złoty (74 Mio. Euro)                                             | Frühjahr 2028           |
| prov. Anschluss Krynice – Knoten Dobrzyniewo Duże (S19) | 004,8 km | 19. Mai 2021             | 2021–2024 | anteilig ca. 200 Mio. Złoty (44 Mio. Euro), Bau erfolgt im Rahmen der S19 | Dezember 2024           |
| Summe                                                   | 013,2 km |                          |           | ca. 515 Mio. Złoty (118 Mio. Euro)                                        |                         |

## Geplante Abschnitte
Für die Fortsetzung der Trasse ab Mrągowo nach Ełk wurde im August 2024 die Variante C, die nördlich oberhalb von Użranki und unterhalb von Ryn verläuft, gegenüber der Regionaldirektion für Umweltschutz in Olsztyn (RDOŚ) akzeptiert. Die bis dahin favorisierten südlichen Varianten, vor allem die Trasse B, haben erhebliche negative Auswirkungen auf die Umwelt, insbesondere auf die im Natura-2000-Gebiet geschützte Europäische Sumpfschildkröte und wurden deshalb von der RDOŚ abgelehnt.
| Abschnitt                                  | Länge    | geplante Bauzeit | voraussichtliche Baukosten     |
| ------------------------------------------ | -------- | ---------------- | ------------------------------ |
| Knoten Olsztyn-Wschód – Knoten Barczewo    | 011,4 km | 2026–2028        | 507 Mio. Złoty (119 Mio. Euro) |
| Knoten Barczewo – Knoten Biskupiec (3)     | 018,2 km | 2025–2028        | 457 Mio. Złoty (107 Mio. Euro) |
| Knoten Mrągowo – Knoten Ełk-Zachód         | 077,4 km | unbekannt        |                                |
| Knoten Ełk-Południe (S61) – Knoten Knyszyn | 0≈67 km  | unbekannt        |                                |
| Summe                                      | ≈174 km  |                  |                                |